# دونالد ليزلي
دونالد ليزلي (بالإنجليزية: Donald Leslie)‏ هو مهندس الصوت أمريكي، ولد في 13 أبريل 1911 في دانفيل في الولايات المتحدة، وتوفي في 2 سبتمبر 2004 في ألتادينا في الولايات المتحدة.